# Baba Yaga
Baba Yaga là một nhân vật truyền thuyết Slav.

## Lịch sử
Theo quan điểm của nhà ngôn ngữ học Max Vasmer, từ vựng Baba Yaga (tiếng Nga: Яга, яга-баба, еги-баба, ягая, Ягишна, Ягабова, Егибоба ; tiếng Belarus: Ба́ба-Яга́, Ба́ба-Юга́, Ягіня ; tiếng Bulgaria: Ба́ба Я́га ; tiếng Ukraina: Баба-Язя, Язя, Язі-баба, Гадра ; tiếng Ba Lan: jędza, babojędza ; tiếng Séc: jezinka, Ježibaba «ведьма», «лесная баба» ; tiếng Serbia: Баба Јага ; tiếng Slovene: jaga baba, ježi baba) gồm các nghĩa phái sinh "bà già" + "đầm lầy, rừng rậm, cáu bẳn, gớm ghiếc, nham hiểm, độc ác, đa nghi, biếng trễ...". Một số tác gia khác cũng đề xuất thêm mối tương quan với những ngữ hệ ngoại vi Slav như quần đảo Anh, Thổ Nhĩ Kỳ, Ấn Độ, thậm chí cả Latin. Tuy nhiên, lối hiểu phổ thông nhất tại Đông Âu kể từ cận đại cho tới ngày nay chỉ có bà già đầm lầy.
Trong kho tàng văn hóa dân gian Slav, nhân vật Baba Yaga nhìn chung có một số thuộc tính (атрибут) ổn định: Thông thạo ma thuật (vì thế còn có biệt danh phù thủy đầm lầy), hay di chuyển trên cái cối gỗ biết bay và điều khiển bằng cái chày với cây chổi rễ, sống ở bìa rừng trong túp lều chân gà mà xung quanh có hàng rào bằng xương sọ phát sáng. Trí tuệ dân gian thường hình dung Baba Yaga là mụ già gầy ốm gù lưng, tóc bạc như cước, mắt ti hí, cái mũi khoằm có mụn, hàm chỉ còn đôi ba chiếc răng, giọng nói the khé khàn khàn. Baba Yaga nhìn chung ăn mặc rất thô lậu, thường chít khăn mỏ quạ và xỏ giày ống, đặc biệt nhanh nhẹn dù tuổi đã cao lắm. Đặc biệt, khứu giác mụ thính tới mức có thể đánh hơi người lạ bước vào rừng. Ngoài ra, tuy bị liệt vào dạng nhân vật phản diện nhưng tác giả dân gian không nghiêm trọng hóa hình tượng này, nên có thể coi Baba Yaga là kiểu nhân vật "được chăng hay chớ", tính khí bốc đồng và rất thất thường.
Theo tín ngưỡng dân gian, Baba Yaga sống ở xứ Xa Thật Là Xa, bên kia sông Smorodina, chỗ cầu Kalinov, là nơi giao thoa thế giới này với thế giới khác. Bản thể Baba Yaga đáng được coi là kẻ canh cổng vào cõi chết và làm hoa tiêu dẫn linh hồn xuống địa ngục. Vả chăng, dẫu cho hình vóc vô cùng xấu xí nhưng kiểu mẫu Baba Yaga lại liên hệ mật thiết với tự nhiên và bếp lửa. Nên học giới cho rằng, hình tượng Baba Yaga là di tích của linh vật giáo Slav cổ đại, nghĩa là một dạng thần hộ mạng trong gia đình.
| “                 | Под этим именем почитали славяне адскую богиню, изображаемую страшилищем в железной ступе, имеющей железный посох. Ей приносили кровавую жертву, думая, что она питает ею двух своих внучек, которых ей приписывали, и услаждается при этом пролитием крови. | ” |
| — Mikhayl Zabylin | |   |

- Baba Yaga luôn gắn bó với các hình tượng hung thần Koshchey Bất Tử, sơn long Zmey Gorynych và mèo Bayun. Đồng thời, kiểu mẫu này lại đối lập với các hình tượng nàng Vasilisa (nhan sắc) và chàng Ivan (tuổi trẻ).
- Theo một vài điển tích, Baba Yaga luôn tự huyễn về "nhan sắc yêu kiều" của mình nhưng lại không để lòng giận khi có kẻ chê bôi. Tuy vậy, mụ sẵn sàng trừng trị bất cứ ai bước vào khu rừng thiêng trái phép, dù trong thực tế, Baba Yaga không phải thần rừng.
- Gia sản Baba Yaga gồm con cú (đôi khi quạ, khướu, sáo đen), chiếc gương thần, mũ tàng hình, hài vạn dặm, cái lò tự róm. Có thuyết cho rằng, mụ có cả chiếc niêu tự nấu và không bao giờ cạn cháo. Nhưng trong hết thảy bảo bối, cái quý nhất Baba Yaga sở hữu là con ngựa thần có cánh, hễ mụ huýt gió thì ngựa từ không trung sà xuống.
- Thuộc hạ đắc lực của Baba Yaga là bọn yêu tinh trong rừng rậm và một đàn thiên nga hung dữ.
- Kì thực Baba Yaga không phải thần linh, ác quỷ hay yêu quái, nhưng nhờ trí tuệ cao phàm nên mụ nắm được nhược điểm của mọi thế lực hắc ám trên thế gian. Anh hùng tráng sĩ thường tới cầu cạnh, thậm chí nịnh bợ, để Baba Yaga tiết lộ điều thần mật.
- Trong các xuất phẩm điện ảnh hiện đại, Baba Yaga được thể hiện là nhân vật vô cùng dí dỏm, giỏi ca vũ và có sở thích đánh bài với lão mộc tinh.

|  |  |  |  |  |  |  |

## Phong hóa
Nhân vật Baba Yaga được nhận định là kiểu mẫu có sức hấp dẫn và cũng phổ cập nhất trong các loại hình văn nghệ Slav. Vì thế, cho tới nay khó thống kê chính xác số lượng tác phẩm có nhắc đến dạng nhân vật này.
Vào năm 2004, thôn Kukoboy quận Pervomaisky thuộc tỉnh Yaroslavl (Nga) đơn phương tuyên bố là "bản quán" (родина) nhân vật Baba Yaga nhằm phục vụ nhu cầu tăng trưởng du lịch, một bảo tàng Baba Yaga cũng được thành lập ngay tại địa phương. Chủ trương này đã bị Thượng Tòa lên án gay gắt.
Năm 2018, tượng Baba Yaga đã được khánh thành tại Chelyabinsk và Dubai. Ngoài ra còn có các lưu niệm đài tại Tyumen và Yekaterinburg.
Năm 2019, lại có một bức tượng được dựng tại London.
Trong văn hóa dân gian Việt Nam, các nhân vật Sun Yrit và chằn tinh có thể coi là tương tự Baba Yaga về đặc tính. Ở các thập niên 1980-90, dư luận Việt Nam thường đồng hóa nhân vật Baba Yaga với Bà La Sát, quen gọi những người bẳn tính là "bà la sát" hoặc "mụ la sát".